# Rödental
Rödental è un comune tedesco di 13 625 abitanti, situato nel land della Baviera.